# Salency
Salency és un municipi francès, situat al departament de l'Oise i a la regió dels Alts de França. L'any 2007 tenia 905 habitants.

## Demografia

### Població
El 2007 la població de fet de Salency era de 905 persones. Hi havia 344 famílies de les quals 68 eren unipersonals (32 homes vivint sols i 36 dones vivint soles), 120 parelles sense fills, 140 parelles amb fills i 16 famílies monoparentals amb fills.
La població ha evolucionat segons el següent gràfic:
Habitants censats

### Habitatges
El 2007 hi havia 376 habitatges, 343 eren l'habitatge principal de la família, 16 eren segones residències i 17 estaven desocupats. 369 eren cases i 6 eren apartaments. Dels 343 habitatges principals, 302 estaven ocupats pels seus propietaris, 33 estaven llogats i ocupats pels llogaters i 8 estaven cedits a títol gratuït; 5 tenien una cambra, 9 en tenien dues, 43 en tenien tres, 90 en tenien quatre i 196 en tenien cinc o més. 310 habitatges disposaven pel capbaix d'una plaça de pàrquing. A 131 habitatges hi havia un automòbil i a 189 n'hi havia dos o més.

### Piràmide de població
La piràmide de població per edats i sexe el 2009 era:
| Homes | Edats   | Dones |
| ----- | ------- | ----- |
| 0     | 95 o +  | 0     |
| 4     | 90 a 94 | 0     |
| 0     | 85 a 89 | 8     |
| 4     | 80 a 84 | 20    |
| 24    | 75 a 79 | 24    |
| 16    | 70 a 74 | 16    |
| 12    | 65 a 69 | 16    |
| 36    | 60 a 64 | 24    |
| 32    | 55 a 59 | 32    |
| 24    | 50 a 54 | 28    |
| 40    | 45 a 49 | 44    |
| 36    | 40 a 44 | 28    |
| 32    | 35 a 39 | 24    |
| 36    | 30 a 34 | 20    |
| 28    | 25 a 29 | 32    |
| 32    | 20 a 24 | 0     |
| 20    | 15 a 19 | 44    |
| 40    | 10 a 14 | 32    |
| 28    | 5 a 9   | 28    |
| 28    | 0 a 4   | 24    |

## Economia
El 2007 la població en edat de treballar era de 581 persones, 388 eren actives i 193 eren inactives. De les 388 persones actives 341 estaven ocupades (195 homes i 146 dones) i 47 estaven aturades (30 homes i 17 dones). De les 193 persones inactives 81 estaven jubilades, 53 estaven estudiant i 59 estaven classificades com a «altres inactius».

### Ingressos
El 2009 a Salency hi havia 344 unitats fiscals que integraven 918 persones, la mediana anual d'ingressos fiscals per persona era de 18.765 €.

### Activitats econòmiques
Dels 24 establiments que hi havia el 2007, 2 eren d'empreses de fabricació d'altres productes industrials, 10 d'empreses de construcció, 5 d'empreses de comerç i reparació d'automòbils, 2 d'empreses de transport, 1 d'una empresa financera, 3 d'empreses de serveis i 1 d'una entitat de l'administració pública.
Dels 10 establiments de servei als particulars que hi havia el 2009, 2 eren tallers de reparació d'automòbils i de material agrícola, 2 paletes, 1 fusteria, 3 lampisteries i 2 electricistes.
L'any 2000 a Salency hi havia 5 explotacions agrícoles.

## Equipaments sanitaris i escolars
El 2009 hi havia una escola elemental.

## Poblacions més properes
El següent diagrama mostra les poblacions més properes.